# پابلو هانی
پابلو هانی(به انگلیسی: Pablo Honey)نام اولین آلبوم استودیویی گروه آلترنیتیو راک انگلیسی ردیوهد است که در فوریه سال ۱۹۹۳ منتشر شد.آلبوم شامل سه تک‌آهنگ، "هر کس می‌تواند گیتار بنوازد"، "نجوا کردن را تمام کن" و شاید شناخته آهنگ برتر گروه در ایستگاه‌های رادیویی؛ "هیولا" بود.پابلو هانی در چارت انگلستان در رتبه بیست و دوم قرار گرفت.نام آلبوم از یکی از شوخی‌های گروه نمایش طنز جرکی بویز گرفته شده‌است.
آلبوم نقدهای نسبتاً خوبی دریافت کرد اما برای آهنگ‌های استهزاآمیز آن و وجود ترک‌هایی که کامل نشده بودند با نقدهای منفی مواجه شد.با این وجود پابلو هانی به عنوان یکی از بهترین آلبوم‌های اول موسیقی در سال‌های اخیر شناخته می‌شود.

## لیست آهنگ‌ها
همه آهنگ‌ها توسط ردیوهد نوشته شده‌اند؛به غیر از آن‌هایی که درج شده‌است.
| شماره | نام                                        | مدت  |
| ----- | ------------------------------------------ | ---- |
| ۱.    | «تو»                                       | ۳:۲۹ |
| ۲.    | «هیولا (ردیوهد، آلبرت هموند، مایک هزلوود)» | ۳:۵۶ |
| ۳.    | «حالتان چطور است؟»                         | ۲:۱۲ |
| ۴.    | «نجوا کردن را تمام کن»                     | ۵:۲۶ |
| ۵.    | «تفکری در باره تو»                         | ۲:۴۱ |
| ۶.    | «هر کسی می‌تواند گیتار بنوازد»              | ۳:۳۸ |
| ۷.    | «بند چتر نجات»                             | ۳:۱۰ |
| ۸.    | «سبزی»                                     | ۳:۱۳ |
| ۹.    | «خودت رو ثابت کن»                          | ۲:۲۵ |
| ۱۰.   | «نمیتوانم»                                 | ۴:۱۳ |
| ۱۱.   | «لورجِی»                                    | ۳:۰۸ |
| ۱۲.   | «منفجر شدن»                                | ۴:۴۰ |

## عوامل
- تام یورک - خواننده، گیتار، پیانو
- جانی گرینوود - گیتار، سینتی‌سایزر
- اد اوبراین - گیتار، صدای پشت
- کالین گرینوود - گیتار بیس
- فیل سلوی - درام

## چارت‌ها
| چارت (۱۹۹۳)                   | رتبه |
| ----------------------------- | ---- |
| جدول موسیقی آلبوم‌های بریتانیا | ۲۲   |
| بیلبورد ۲۰۰                   | ۳۲   |
| کانادا                        | ۴۲   |
| فرانسه                        | ۳۸   |